# Iasne, Karlivka
Iasne (în ucraineană Ясне) este un sat în comuna Lîpeanka din raionul Karlivka, regiunea Poltava, Ucraina.

## Demografie
Componența lingvistică a localității Iasne
     Ucraineană (100%)
Conform recensământului din 2001, toată populația localității Iasne era vorbitoare de ucraineană (100%).